# El coro dominicano
«El Coro Dominicano» es el primer sencillo del álbum debut Trampa de Amor de la agrupación de bachata Aventura cuando todavía eran Los Tinellers.

## Lo que dice
Es una canción alusiva a la República Dominicana de donde son oriundos los integrantes de la agrupación, donde llaman a todos las diáspora dominicana radicada en los Estados Unidos específicamente en Nueva York a reunirse y hacer coro (fiesta).